# Иваницкая, Татьяна Геннадьевна
Татьяна Геннадьевна Иваницкая (9 июня 1982, Волгоград) — российская футболистка, полузащитница, наиболее известная по выступлениям в мини-футболе. Мастер спорта России международного класса.

## Биография
Воспитанница волгоградского спорта, тренер — Ю. В. Куканов. На взрослом уровне начала выступать в 12-летнем возрасте в местном мини-футбольном клубе «Контур-Юниор»/«Локомотив»/«Рокада». Первый гол во взрослых соревнованиях забила 20 августа 1994 года в кубковом матче против «Глории» (Химки, 6:0). Неоднократная чемпионка России (1995, 1998—2003). Лучший бомбардир чемпионата России сезонов 2001/02 (48 голов) и 2002/03 (28 голов), в ряде других сезонов также входила в число лучших снайперов — в сезоне 2000/01 заняла третье место (21 гол), в сезоне 2007/08 — второе место (36 голов).
С 2005 года выступала за клуб «Аврора» (Санкт-Петербург), в его составе участвовала в соревнованиях по большому футболу, мини-футболу и футзалу. В большом футболе в сезонах 2006—2007 играла в высшей лиге. В футзале становилась чемпионкой России и выступала за сборную России, ставшую чемпионами мира в 2006 году.
В конце карьеры играла за клубы «УПИ-Ява» (Екатеринбург), «Виктория» (Дзержинск/Нижний Новгород), «Зенит» (Волгоград), в последнем была капитаном.
Много лет выступала за сборную России по мини-футболу. Участница финального турнира чемпионата мира 2011 года.